# Żyhajliwka (rejon ochtyrski)
Żyhajliwka (ukr. Жигайлівка) – wieś na Ukrainie, w obwodzie sumskim, w rejonie ochtyrskim, w hromadzie Boromla. W 2001 liczyła 1036 mieszkańców, spośród których 993 wskazało jako ojczysty język ukraiński, 38 rosyjski, 3 mołdawski, 1 białoruski, a 1 ormiański.